# Jugend und Technik

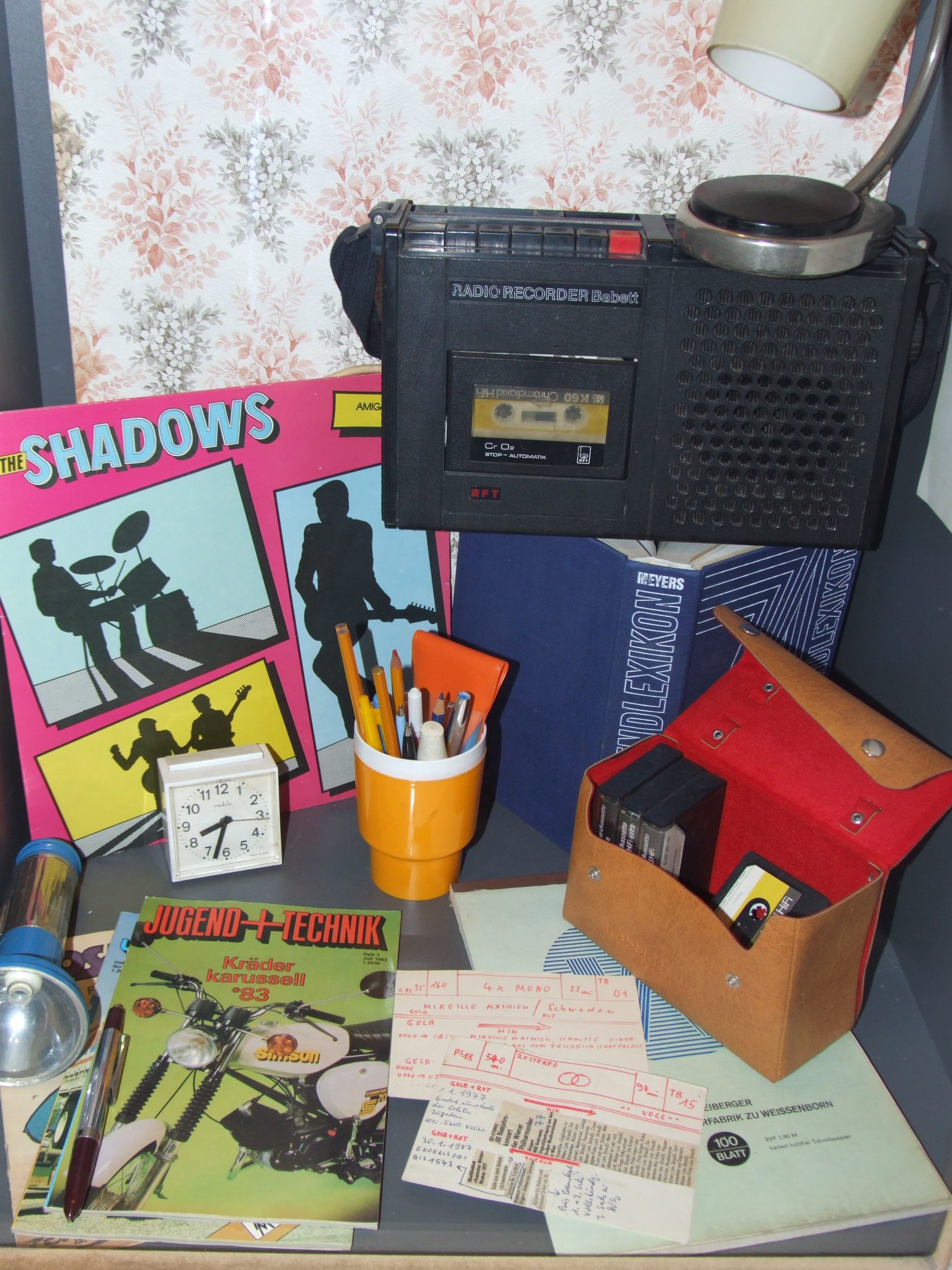
Jugend+Technik im DDR Museum Berlin

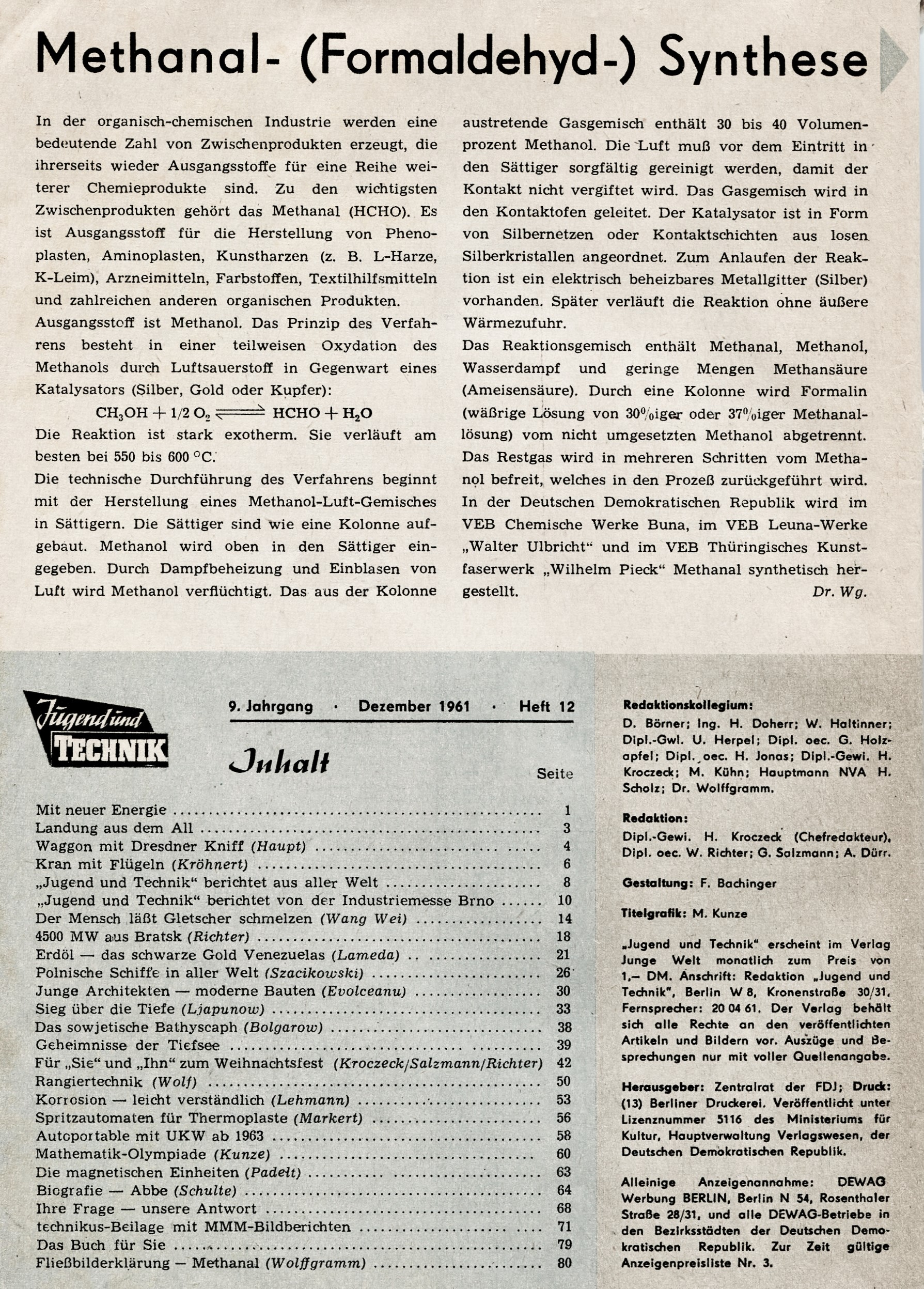

Jugend+Technik war eine Zeitschrift für Jugendliche in der Deutschen Demokratischen Republik (DDR), die den Themen Technik und Populärwissenschaft gewidmet war. Sie wurde vom Verlag Junge Welt und von der Freien Deutschen Jugend (FDJ) herausgegeben.
Die Jugend und Technik ähnelte anfangs sehr der westdeutschen Hobby, ohne deren Umfang und Qualität zu erreichen.
Das erste Logo bestand aus dem zweizeiligen weiß-blauen Schriftzug „Jugend und Technik“ auf einem roten Feld.
1962 wurde es geändert. Auf meist roten Untergrund waren weiß die Initialen JT zu sehen. Darüber weiß auf blau der zweizeilige Schriftzug Jugend und Technik.
1966 wurde das Logo erneut geändert. Am oberen Rand des Titelbilds erschien etwa 4 Zentimeter hoch der Schriftzug JUGEND+TECHNIK.
Die Zeitschrift brachte Berichte aus Wissenschaft und Technik, Wissenschaftsgeschichte und zu neuen Technologien in der Industrie, vor allem aus der Sowjetunion und den anderen sozialistischen Staaten. Artikel wie „Straßenfloh mit Temperament“ über die BMW Isetta waren in geringerem Umfang vertreten. Daneben gab es Messeberichte von den Leipziger Messen und der Messe der Meister von Morgen, aber auch von den Autosalons, sowie Rätsel, Bastelanleitungen und Buchvorstellungen. Sie enthielt auch Typenblätter im Postkartenformat, die anfangs beigelegt, später aber eingeheftet wurden.
In späteren Heften gab es eine Tabelle aller gestarteten Satelliten. Es wurden alle Umlaufparameter angegeben. Militärische Satelliten waren dadurch gekennzeichnet, dass es keine Angaben gab.
In den Anfangsjahren erschienen auch kurze utopische Geschichten und Kriminalerzählungen mit technischem Hintergrund.
In den Ausgaben ab 1987 bis zur Einstellung der Zeitschrift wurde eine Anleitung für den Selbstbaucomputer Ju-Te-Computer veröffentlicht. In jeder Ausgabe wurde ein Teil des Rechners erläutert, Schaltpläne abgedruckt und Code-Teile des Betriebssystems sowie kleine Anwendungen zum Abtippen angeboten. Nach Fertigstellung des Grundsystems veröffentlichte Jugend+Technik regelmäßig Erweiterungen für den Ju-Te-Computer, so bspw. ein EPROM-Programmiermodul, Speichererweiterungen und Schnittstellen zum Anschluss diverser Peripheriegeräte.
Software für diesen und andere Computer aus DDR-Produktion wurde später, in Zusammenarbeit mit dem Jugendradio DT64, auch über Radiofrequenzen zum Mitschneiden auf Kassette angeboten.
Aufgrund der oft schlechten Verfügbarkeit der Bauteile blieb der Bau dieses Computers für viele Leser nur Theorie.

## Entwicklung
Der Übergang zum zweiten Logo brachte auch Veränderungen im Inhalt mit sich. Zunehmend kamen Themen wie Jugend in der Wirtschaft hinzu. Besonders über Jugendbrigaden, junge Neuerer und die Messe der Meister von Morgen wurde berichtet, anfangs noch sehr kritisch. Mehr und mehr wurde über militärische Themen berichtet. Die Zeitung engagierte sich für den K-Wagensport und utopische Literatur. Vorsichtig wurde an Missständen Kritik geübt. So schrieb Hagen Jakubaschk über zu hohe Preise bei elektronischen Bauteilen für Bastler.
In der Aprilausgabe 1963 wurde der Einsatz von Schneidkeramik in der Industrie diskutiert und die Produktion von veralteten Monozellen in der DDR bemängelt. Der Schriftstellerverband wurde aufgefordert, sich verstärkt der utopischen Literatur zuzuwenden.
Etwa mit der Auftauchen des dritten Logos war diese relativ kritische Haltung aber wieder vorbei. Die Jugend und Technik wurde mehr oder weniger zu einem Jugendbrigadenmagazin.
Nach der Wende versuchte der Verlag, die Zeitschrift zu erhalten und benannte sie um in Vision und Technik, was mit einer Formatanpassung an ähnlich gelagerte westdeutsche Zeitschriften einherging. Bereits nach dem Erscheinen von wenigen Ausgaben im neuen Format folgte jedoch die Einstellung.

## Ju+Te Almanach

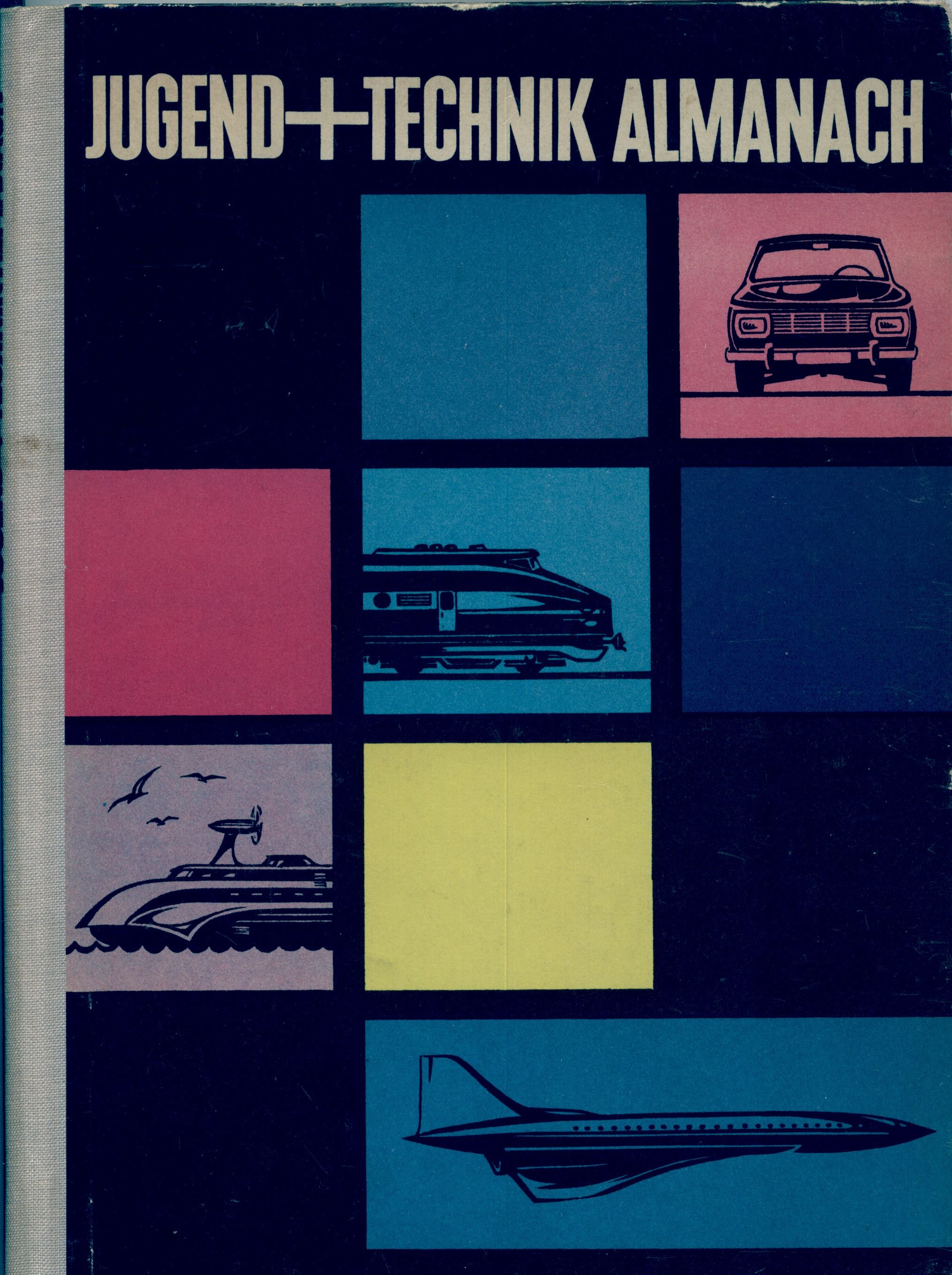
Jugend und Technik Almanach 1966 Hartcover.

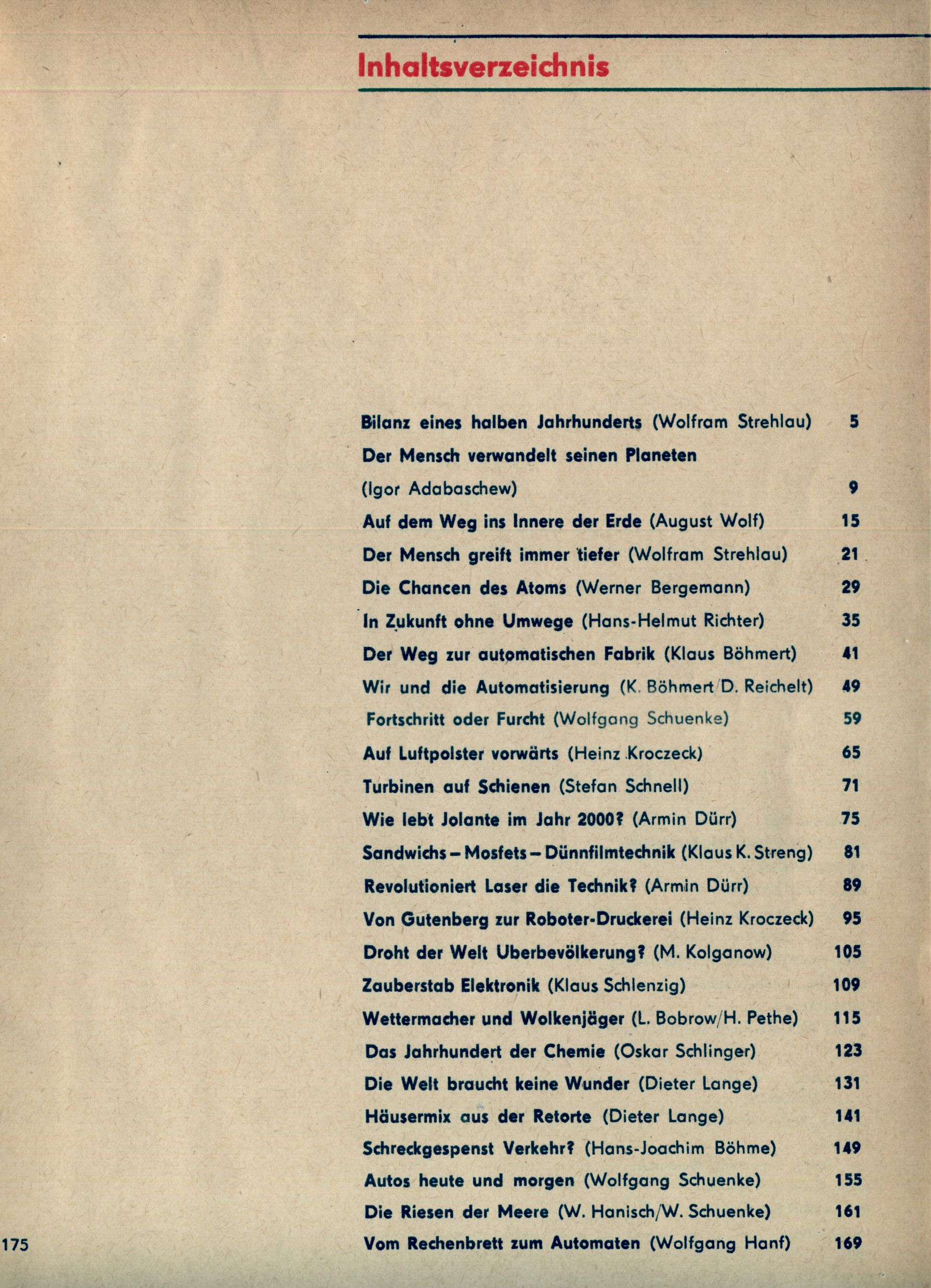
Inhaltsverzeichnis Almanach 1966 1. Auflage 1966

In den 1960er Jahren gab es mindestens 2 sogenannte Almanach. Diese beinhalteten ausgewählte Artikel aus den Ausgaben der bis dahin erschienenen Jugend und Technik Einzelhefte.